# Marcel Baillette
Marcel Baillette (Perpinyà, Rosselló, 12 d'octubre de 1904 - Toló, (Var), 30 d'abril de 1987) fou un jugador francès de rugbi a 15 que jugava al lloc de centre o 3/4 Ala (1,73 m per a 76 kg).
Va participar en vuit finals de proves nacionals d'importància i va aconseguir la proesa de ser campió de França amb 3 clubs diferents (Arnaud Marquesuzaa aconseguiria la mateixa proesa 36 anys més tard).
Va ser nomenat Cavaller de l'Orde Nacional del Mèrit.